# Ilka Semmler
Ilka Semmler (heute Ilka Niklaus, * 8. September 1985 in Aachen) ist eine deutsche Beachvolleyballspielerin. Sie wurde 2009 und 2012 deutsche Meisterin. 2007 belegte sie mit Katrin Holtwick den ersten Platz in der europäischen Rangliste und 2010 wurde sie Vizeeuropameisterin. 2012 nahm sie an den Olympischen Spielen teil und 2015 erreichte sie den vierten Platz bei der Weltmeisterschaft.

## Karriere

### 1995 bis 2006
Ilka Semmler begann 1995 beim TC Kreuzau mit dem Volleyball in der Halle. Im Jahr 2000 spielte sie ihr erstes Beachvolleyball-Turnier. Mit der gebürtigen Dürenerin Ruth Flemig erreichte sie bei der U19-Weltmeisterschaft in Xylokastro 2002 den dritten Rang. Ein Jahr später spielten Semmler/Flemig in Haltern am See und Marl ihre ersten DVV-Turniere und gewannen auch mehrere Turniere. 2004 wurden sie in Koper im Finale gegen die österreichischen Schwester Doris und Stefanie Schwaiger U20-Europameisterinnen. Im gleichen Jahr nahm Semmler mit Sara Goller erstmals an der deutschen Meisterschaft in Timmendorfer Strand teil und kam auf den 13. Platz. Außerdem wurden Goller/Semmler Fünfte der U21-WM in Porto Santo. 2005 kamen Kolokotronis/Semmler bei zwei CEV-Turnieren als Neunte in die Top Ten. Bei der EM in Moskau unterlagen sie in der zweiten Hauptrunde den Niederländerinnen Kadijk/Mooren und gelangten auf der Verliererseite in die dritte Runde, in der sie im deutschen Duell gegen Banck/Kaup ausschieden. Bei der deutschen Meisterschaft wurden sie ebenfalls Neunte. Bei der U21-WM in Rio de Janeiro mussten sie sich erst im Finale den Brasilianerinnen Saldanha/Carol geschlagen geben.

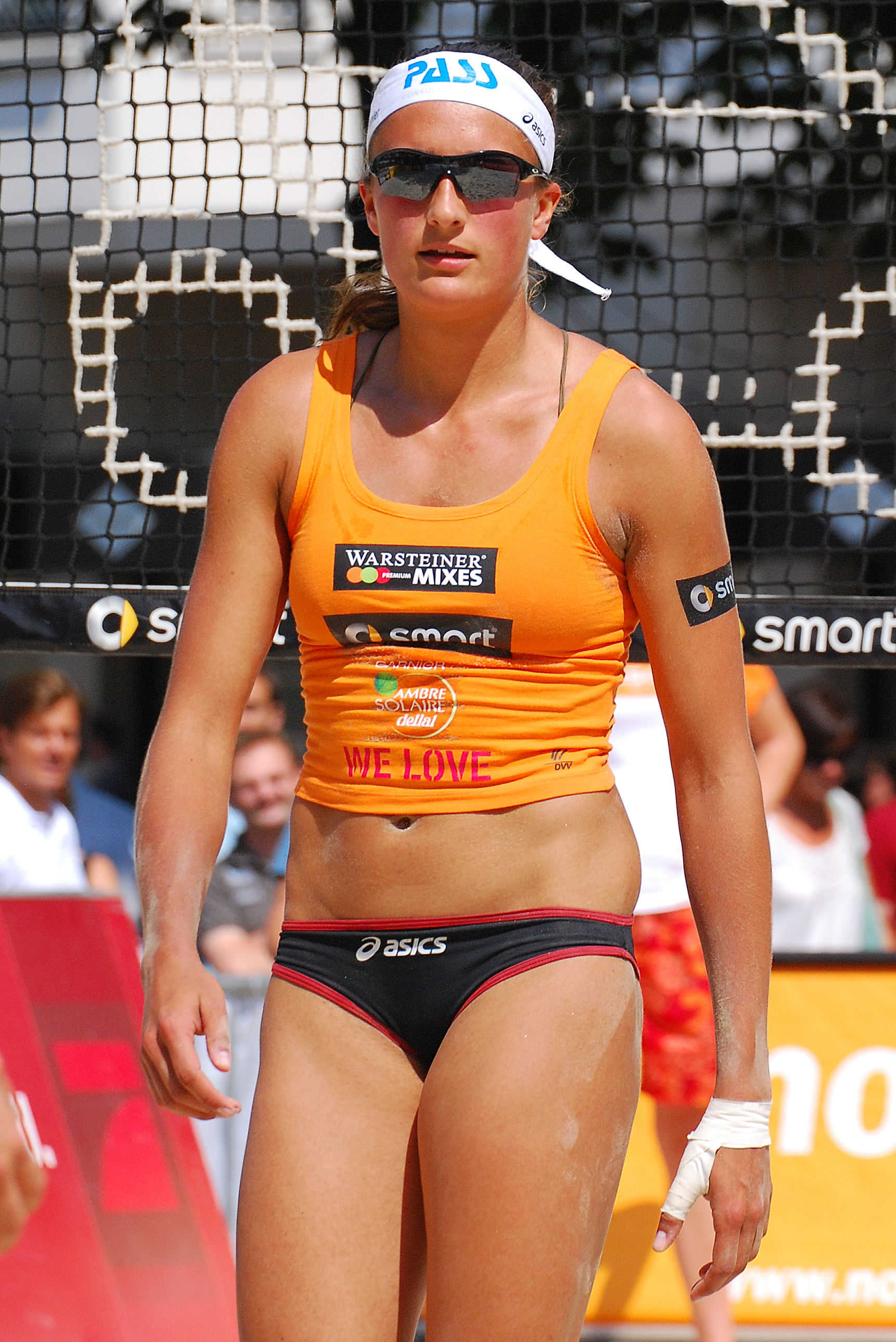
Semmler bei der Smart Beach Tour 2008 in Bonn

### 2006 bis 2011
Seit 2006 bildete Semmler ein Duo mit Katrin Holtwick. Bei ihrem ersten Open-Turnier der FIVB World Tour in Marseille unterlagen Holtwick/Semmler noch in der „Country Quota“, bevor sie in Montreal erstmals ins Hauptfeld kamen. Sie wurden Fünfte beim Challenger-Turnier in Zypern und gewannen das Satellite-Turnier in Vaduz. In der CEV-Serie gelang ihnen unter anderem ein siebter Platz in Alanya. Bei der U23-EM in St. Pölten verloren sie das deutsche Finale gegen Goller/Ludwig. Auf der nationalen Smart Beach Tour gewannen sie das Turnier in Leipzig und wurden Dritte in Binz sowie Zweite in Fehmarn. Bei der deutschen Meisterschaft belegten sie den vierten Rang. Auf der World Tour 2007 erzielten sie ihr bestes Ergebnis gleich zu Beginn mit dem 13. Platz in Shanghai. Sie spielten zwei Challenger-Turniere, wobei sie in Eboli Fünfte wurden und in Zypern gewannen. Erfolgreich waren sie auch in der CEV-Serie mit Turniersiegen in Moskau und Luzern sowie dem dritten Platz in Hamburg. Bei der EM in Valencia gewannen sie nach der Auftaktniederlage gegen Arvaniti/Karadassiou mit drei Siegen in die vierte Runde der Verliererseite, bevor sie im Tiebreak gegen Schirjajewa/Urjadowa ausschieden. Am Ende der Saison belegten sie den ersten Platz in der europäischen Rangliste. Auf nationaler Ebene gewannen sie das Turnier in Erfurt und wurden in Essen und München jeweils Zweite. Die deutsche Meisterschaft in Timmendorfer Strand verpasste Semmler wegen einer Verletzung am Fuß.
2008 wurden Holtwick/Semmler Neunte der Shanghai Open und des Grand Slam in Moskau. Bei der EM in Hamburg verloren sie in der zweiten Hauptrunde gegen die Schwaiger-Schwestern und schieden in der dritten Runde der Verliererseite gegen die Griechinnen Koutroumanidou/Tsiartsiani aus. Anschließend gewannen sie mit dem dritten Platz beim Grand Slam in Klagenfurt ihre erste Medaille auf der World Tour und erreichten wenig später das Finale der Mysłowice, das die brasilianischen Salgado-Schwestern Carolina und Maria Clara für sich entschieden. In der europäischen Serie gelangen ihnen ebenfalls einige Top-Ten-Ergebnisse. National gewannen sie den Supercup in Sankt Peter-Ording und wurden jeweils Zweite in Essen und Bonn. Die deutsche Meisterschaft beendeten sie auf dem fünften Rang. Zur Saison 2009 wurden Holtwick/Semmler vom DVV zum Nationalteam (A-Kader) ernannt. Nach einem siebten Platz in Shanghai zum Auftakt der World Tour gewannen sie das CEV-Masters in Gran Canaria und erreichten bei den europäischen Turnieren in Baden und Berlin jeweils das Finale. Bei der WM in Stavanger gewannen sie ihre Vorrundengruppe, schieden aber in der ersten K.-o.-Runde gegen die Tschechinnen Nováková/Háječková aus. Anschließend wurden sie bei den Grand Slams in Gstaad und Moskau Fünfte bzw. Vierte und erzielten weitere vordere Platzierungen auf der World Tour. National gab es zu Saisonbeginn Turniersiege in Norderney und Essen, bevor Holtwick/Semmler in Timmendorfer Strand mit einem Finalsieg gegen Banck/Günther erstmals deutsche Meisterinnen wurden. Bei der EM in Sotschi erreichten sie anschließend als Gruppenzweite das Viertelfinale, das sie gegen die Lettinnen Jursone/Minusa verloren.
Auf der World Tour 2010 waren zwei fünfte Plätze in Rom und Gstaad sowie neunte Plätze in Moskau und Stavanger die besten Ergebnisse für Holtwick/Semmler. Bei der EM in Berlin kam es zu einem deutschen Endspiel, das Holtwick/Semmler gegen Goller/Ludwig verloren. National gewannen sie die Supercup-Turniere in Frankfurt am Main und Hamburg. Bei der deutschen Meisterschaft erreichten die Titelverteidigerinnen diesmal den dritten Rang. Die FIVB-Serie 2011 begannen sie mit zweistelligen Ergebnissen, bevor sie beim Grand Slam in Peking im Finale standen, das sie gegen das US-Duo Walsh/May-Treanor im Tiebreak verloren. Bei der WM in Rom wurden sie Gruppenzweite und gewannen das erste K.-o.-Spiel; im Achtelfinale unterlagen sie Kessy/Ross in drei Sätzen. Die folgenden Grand Slams in Stavanger und Gstaad beendeten sie ebenfalls auf dem neunten Rang und in Stare Jabłonki wurden sie Fünfte. Bei der EM in Kristiansand kamen die letztjährigen Finalistinnen als Gruppensieger ins Achtelfinale, in dem sie sich den Österreicherinnen Hansel/Montagnolli geschlagen geben mussten. Bei der deutschen Meisterschaft belegten sie den vierten Platz.

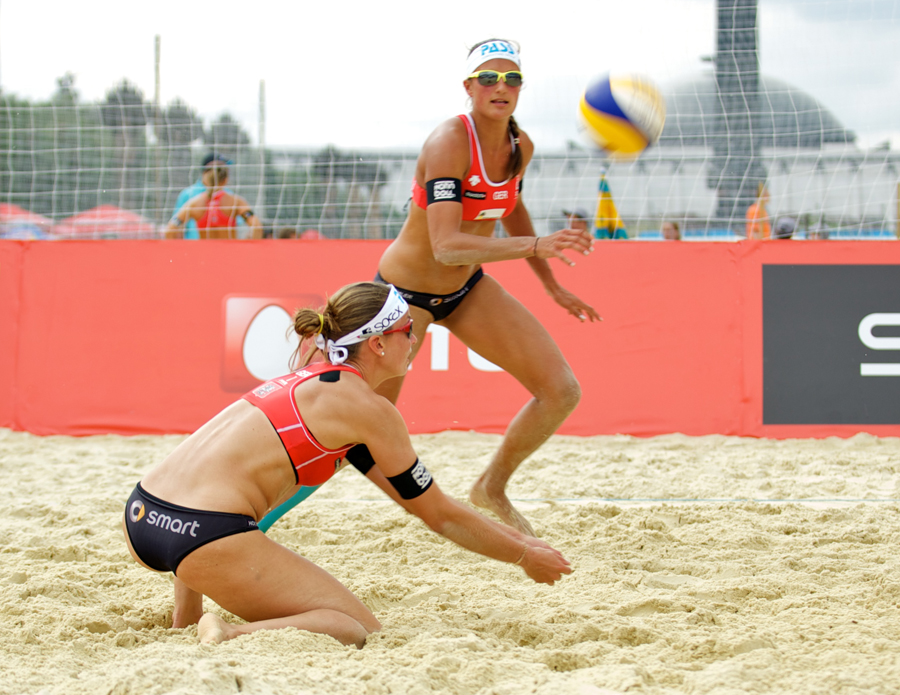
Semmler (rechts) mit Holtwick 2012 beim Grand Slam in Moskau

### 2012 bis 2016
In den ersten Turnieren der World Tour 2012 steigerten sich Holtwick/Semmler bis zum vierten Platz in Peking. Bei der EM in Scheveningen schieden sie wie ein Jahr zuvor als Gruppensieger im Achtelfinale aus, diesmal gegen das niederländische Duo Meppelink/van Gestel. Weitere neunte Plätze gab es anschließend bei den Grand Slams in Moskau, Rom und Gstaad, ehe Holtwick/Semmler in Berlin auf den vierten Platz kamen. Als zweitbestes deutsches Duo in der Olympiarangliste qualifizierten sie sich für die Olympischen Spiele in London. Dort erreichten sie als Gruppenzweite das Achtelfinale und nach einer Niederlage im deutschen Duell gegen Goller/Ludwig belegten sie den neunten Platz. Beim folgenden Grand Slam in Stare Jabłonki wurden sie Dritte. Im Finale der deutschen Meisterschaft setzten sie sich gegen Banck/Walkenhorst durch und gewannen zum zweiten Mal den Titel. Mit einem Sieg gegen die Spanierinnen Liliana/Baquerizo gelang ihnen anschließend auch der erste Turniersieg auf der World Tour. Bei den ersten FIVB-Turnieren 2013 wurden Holtwick/Semmler Dritte in Fuzhou und Neunte bzw. Fünfte bei den Grand Slams in Shanghai und Corrientes. Beim Continental Cup in Campinas und dem Grand Slam in Den Haag kamen sie jeweils auf den dritten Platz. Weniger erfolgreich verlief für sie die WM in Stare Jabłonki, wo sie zwar ihre Vorrundengruppe gewannen, aber in der ersten K.-o.-Runde gegen die Niederländerinnen Keizer/van Iersel ausschieden. Als Fünfte und Dritte der Grand Slams in Gstaad und Long Beach erzielten sie wieder Top-Ten-Ergebnisse. Bei der EM in Klagenfurt blieben sie in der Vorrunde sowie im Achtel- und Viertelfinale ohne Satzverlust. Nach der Halbfinalniederlage gegen Liliana/Baquerizo kam es zum deutschen Duell um den dritten Platz, das Holtwick/Semmler gegen Ludwig/Walkenhorst verloren. Anschließend mussten sie sich im Endspiel des Grand Slam in Berlin den Brasilianerinnen Taiana/Talita geschlagen geben. Im Finale der deutschen Meisterschaft kam es ebenfalls zum Duell gegen Ludwig/Walkenhorst und Holtwick/Semmler verloren erneut. Die letzten beiden internationalen Turniere beendeten die neuen Vizemeisterinnen in São Paulo und Xiamen auf den Plätzen fünf und vier.
Zu Beginn der World Tour 2014 erreichten sie nach einem 17. Platz in Shanghai das Finale der Prag Open, das sie gegen Kolocová/Sluková verloren. Bei der EM in Quartu Sant’Elena erreichten sie als Gruppenzweite das Achtelfinale und unterlagen dort Meppelink/van Iersel. Anschließend schieden sie bei zwei Grand Slams früh aus und wurden Neunte in Stavanger. Zwei Wochen später setzten sie sich im Finale von Gstaad gegen ihre deutschen Konkurrentinnen Borger/Büthe durch und gewannen damit ihren ersten Grand Slam. In Den Haag standen sie ebenfalls im Endspiel, verloren aber gegen Taiana/Fernanda. Nach einem fünften Platz in Long Beach und einem neunten Rang in Klagenfurt wurden sie in Stare Jabłonki Dritte. Bei der deutschen Meisterschaft verloren sie das Halbfinale gegen Borger/Büthe, sicherten sich aber mit einem Sieg gegen Bieneck/Großner den dritten Platz. In der Saison 2015 wurden Holtwick/Semmler nach dem Turniersieg beim Supercup in Münster in der FIVB-Serie viermal Neunte. Bei der WM in den Niederlanden kamen sie ohne Satzverlust bis ins Halbfinale. Dann verloren sie gegen die brasilianischen Duos Lima/Fernanda und Antonelli/Juliana, so dass sie am Ende den vierten Platz belegten. Nach zwei schwächeren FIVB-Turnieren erreichten sie als Gruppenzweite das Achtelfinale der EM in Klagenfurt, in dem sie sich im deutschen Duell gegen Laboureur/Sude geschlagen geben mussten. Bei den nächsten Grand Slams wurden sie Fünfte in Long Beach und Neunte in Olsztyn. Bei der deutschen Meisterschaft verloren sie das Halbfinale im Tiebreak gegen Mersmann/Schneider und wurden mit einem Sieg gegen Laboureur/Sude Dritte. International gelang ihnen danach noch ein vierter Platz in Xiamen.
Bei der World Tour erzielten Holtwick/Semmler weitere Top-Ten-Ergebnisse. Sie wurden Fünfte in Maceió und Xiamen und Dritte in Vitória. Nach einem neunten Platz in Fuzhou erreichten sie in Sotschi und Antalya jeweils den dritten Rang und in Cincinnati einen fünften Platz. Bei der EM in Biel/Bienne kamen sie als Gruppenzweite ins Achtelfinale und verloren dann das Viertelfinale gegen Borger/Büthe. Beim Hamburg Major schieden sie bereits in der ersten K.-o.-Runde aus und verpassten damit wegen der Beschränkung auf zwei Teams pro Nation endgültig die Qualifikation für die Olympischen Spiele in Rio. Im weiteren Verlauf der Saison wurden sie jeweils Neunte des Grand Slam in Olsztyn und beim Poreč Major und Fünfte in Gstaad. Nachdem sie in Klagenfurt die „Country Quota“ nicht geschafft hatten, belegten sie in Long Beach den vierten Rang. Bei der deutschen Meisterschaft verloren sie ihr Auftaktspiel gegen Behlen/Krebs und erreichten nach der Niederlage in der dritten Verliererrunde gegen Gernert/Zautys den siebten Platz Wie bereits vor dem Turnier angekündigt, beendeten sie anschließend ihre Karriere.

## Privates
Semmler ist die Tochter von Ralf Semmler, einem Chemiker und der Kunstpädagogin Helga Semmler. Sie wuchs mit ihrer Familie in Kreuzau auf. Nach ihrem Abitur im Jahre 2005 zog sie nach Berlin und studierte dort Reha-Pädagogik. Gemeinsam mit ihrer Partnerin Katrin Holtwick ließ sie sich 2007 von Andreas H. Bitesnich für die Zeitschrift Fit for Fun nackt fotografieren. Die Aktfotos sorgten auch außerhalb der Beachvolleyball-Szene für Aufsehen und eine Einladung zu TV total. Später nahm Semmler auch mehrmals am TV total Turmspringen teil und gewann den Wettbewerb 2010 mit Miriam Höller. Semmler ist mit dem ehemaligen Zehnkämpfer André Niklaus verheiratet.